# Serra de Guadarrama
A serra de Guadarrama é uma cadeia montanhosa do Sistema Central (sistema montanhoso do centro da Península Ibérica) situada entre as serras dos Gredos (na província de Ávila) e de Ayllón (na províncias de Segóvia). Tem aproximadamente 80 km de comprimento e o seu pico mais alto é Peñalara com 2 428 m de altitude.
Abrange as comunidades autónomas espanholas de Castela e Leão e Madrid, na parte central da Península Ibérica. Desde 2013 que uma parte da serra, nas províncias de Madrid e Segóvia, foi declarada parque nacional.